# Списък на владетелите на Баден

## Регенти на Маркграфство Баден[1]
- Херман I (*ок. 1040 – 25.4.1074), основател на рода Баден, син на Бертхолд I от рода Церинги. Женен за Юдит, наследница на графство Хахберг
- 1074 – 1130 – Херман II, (1060 – 7.10.1130), син на предходния, от 1112 г. маркграф на Баден. Женен за Юдит, графиня на Баден.
- 1130 – 1160 – Херман III (1105 – 16.1.1160), син на предходния. Женен за Берта, дъщеря на Матие (Матеус) I, херцог на Лотарингия
- 1160 – 1190 – Херман IV (1135 – 13.9.1190), син на предходния. Женен за Берта фон Тюбинген. Деца: Гертруда, съпруга на Албрехт II Брабант; Хайнрих I (родоначалник на клонът Баден-Хахберг); Херман V
- 1190 – 1243 – Херман V (1180 – 16.1.1243), син на предходния. Женен за Ирмгард фон Брауншвайг, дъщеря на Хайнрих V фон Пфалц
- 1243 – 1250 – Херман VI (1225 – 4.10.1250), син на предходния. Женен за Гертруда, дъщеря на Хайнрих Бабенберг и вдовица на чешкия княз Вацлав Моравски. Деца: Агнес, омъжена за Улрих III, херцог на Каринтия
- 1250 – 1268 – Фридрих I (1249 – 29.10.1268), син на предходния
- 1243 – 1288 – Рудолф I (1230 – 19.11.1288), син на Херман V. Деца: Кунигунда, омъжена за Фридрих VI фон Хохенцолерн, граф на Нюрнберг
- 1288 – 1291 – Херман VII (1266 – 12.7.1291), 1-ви син на предходния. Женен за Агнес фон Труендинген
- 1288 – 1295 – Рудолф II (†14.2.1295), 2-ри син на Рудолф I
- 1288 – 1297 – Хесо (†13.9.1297), 3-ти син на Рудолф I
- 1288 – 1332 – Рудолф III (†2.2.1332), 4-ти син на Рудолф I
- 1291 – 1333 – Фридрих II (†22.6.1333), 1-ви син на Херман VII
- 1291 – 1348 – Рудолф IV (†25.6.1348), 2-ри син на Херман VII
- 1291 – 1300 – Херман VIII, 3-ти син на Херман VII
- 1297 – 1335 – Рудолф Хесо (†13.8.1335), син на Хесо
- 1333 – 1353 – Херман IX (†13.4.1353), син на Фридрих II
- 1348 – 1353 – Фридрих III (1327 – 2.2.1353), син на Рудолф IV
- 1348 – 1361 – Рудолф V (†28.8.1361), син на Рудолф IV
- 1353 – 1372 – Рудолф VI (†21.3.1372), син на Фридрих III
- 1372 – 1391 – Рудолф VII, 2-ри син на Рудолф VI
- 1372 – 1431 – Бернхард I (1364 – 5.4.1431), 1-ви син на Рудолф VI
- 1431 – 1453 – Якоб I (15.3.1407 – 13.10.1453), син на предходния. Женен за Катарина, дъщеря на Шарл II, херцог на Лотарингия. Деца: Маргарита, омъжена за Албрехт-Ахил фон Бранденбург
- 1453 – 1454 – Георг (1433 – 11.2.1454), 4-ти син на Якоб I
- 1453 – 1458 – Бернхард II (1428/1429 – 15.7.1458), 2-ри син на Якоб I
- 1453 – 1475 – Карл I (1427 – 24.2.1475), 1-ви син на Якоб I. Женен за Катерина, дъщеря на Ернст I Железни, ерцхерцог на Австрия
- 1475 – 1527 – Кристоф I (13.11.1453 – 15.3.1527), син на предходния. Женен за Отилия фон Катценелнбоген. Деца: Розина, омъжена за Франц Волфганг фон Хоенцолерн; Беатрикс, омъжена за Йохан II Пфалцки; Бернхард III (маркграф на Баден-Баден); Филип I фон Шпанхайм; Ернст (маркграф на Баден-Дурлах). През 1503 г. Кристоф I купува маркграфската земя на маркграф Филип от Хахберг-Заузенберг и съумява да обедини под своя власт всички земи на рода Баден, принадлежали на вече изчезналите клонове Баден-Хахберг и Хахберг-Заузенберг. Двамата синове на Кристоф I, Бернхард III и Ернст през 1535 г. разделят маркграфство Баден, съответно на маркграфства Баден-Баден и Баден-Дурлах

### Маркграфове на Хахберг и Хахберг-Заузенберг

#### Хахберг[1]
- 1190 – 1231 – Хайнрих I (ок. 1190 – 2.7.1231), син на Херман IV, маркграф на Баден
- 1232 – 1290 – Хайнрих II (ок. 1231 – 1297/1298), син на предходния
- 1290 – 1330 – Хайнрих III, син на предходния. Женен за Анес фон Хоенбург
- 1330 – 1369 – Хайнрих IV, син на предходния
- 1369 – 1386 – Ото I (†9.7.1386), син на предходния
- 1386 – 1409 – Йохан, 2-ри син на Хайнрих IV
- 1386 – 1410 – Хесо, 3-ти син на Хайнрих IV
- 1410 – 1415 – Ото II, син на Хесо

#### Хахберг-Заузенберг[1]
- 1306 – 1312 – Рудолф I, син на Хайнрих II, маркраф на Хахбер. Деца: Ирмард, омъжена за гграф Еберхард I фон Вюртемберг; Кунегунда, съпруга на бургграф Фридрих фон Хохенцолерн-Швабия
- 1312 – 1318 – Хайнрих, 1-ви син на Рудолф I
- 1318 – 1352 – Рудолф II (1301 – 1352), 2-ри син на Рудолф I
- 1318 – 1384 – Ото I (1302 – 1384), 3-ти син на Рудолф I
- 1352 – 1428 – Рудолф III (1343 – 1428), син на Рудолф II
- 1428 – 1441 – Вилхелм (1406 – 15.8.1482), син на предходния. Женен за Елизабет, дъщеря на Гийом V дьо Монфор
- 1441 – 1487 – Рудолф IV (1426/1427 – 12.4.1487), син на предходния. женен за графиня Маргарита дьо Виен.
- 1441 – 1445 – Хуго, син на Вилхелм
- 1487 – 1503 – Филип (1454 – 9.9.1503), син на Рудолф IV. Женен за Мария, дъщеря на херцог Амадей IX Савойски. Деца: Йохана, омъжена за херцог Луи I дьо Лонгвил.

## Регенти на Маркграфство Баден-Баден („Бернхардини линия“)[1]
Резиденция на католическата Баден-Баден линия от 1479 г. е новия дворец в Баден-Баден, през 1705 г. в дворец Ращат. 

|  | Име | Управление       |
|  | --- | ---------------- |
|  | Бернхард III (* 7 октомври 1474; † 29 юни 1536) син на Кристоф I (маркграф на Баден) женен за: Франсоаз, дъщеря на Карл I Люксембургски деца: Филиберт; Кристоф II (маркграф на Баден-Родемахерн) | 1515 – 1536      |
|  | Филиберт (* 22 януари 1536 в Баден-Баден; † 3 октомври 1569) син на предходния женен за: Матилда, дъщеря на баварския херцог Вилхелм IV деца: Филип II; Якоба, омъжена за Йохан-Вилхелм фон Клеве; Ана-Мария – за принц Вилхелм фон Розенберг; Мария-Саломе – за херциг Георг-Лудвиг IV фон Лойхтенберг    | 1536 – 1569      |
|  | Филип II (* 19 февруари 1559 в Баден-Баден; † 7 юни 1588 в Баден-Баден) син на предходния | 1569 – 1588      |
|  | Едуард Фортунат (* 17 септември 1565 в Лондон; † 18 юни 1600 в замъка Кастелаун) син на Кристоф II (маркграф на Баден-Родемахерн) женен за: Мария, дъщеря на губернатора на Бреда Идокус ван Айкен деца: Вилхелм; Херман Фортунат (маркграф на Баден-Родемахерн)                                           | 1588 – 1596/1600 |
|  | Вилхелм (* 30 юли 1593 в Баден-Баден; † 22 май 1677 в Баден-Баден) син на предходния женен за: 1. Катарина-Урсула; 2. Мария-Магдалена деца: Фердинанд-Макс (1625 – 1669), съпруг на Луиза-Кристина, дъщеря на Тома-Франсоа дьо Савоя-Каринян; Мариана-Вилхелмина, съпруга на Фердинанд Август фон Лобковиц | 1600/1622 – 1677 |
|  | Лудвиг Вилхелм (* 8 април 1655 в Париж; † 4 януари 1707 в Ращат) внук на Вилхелм женен за: Сибила-Августа, дъщеря на княз Юлиус-Франц фон Лауенбург деца: Лудвиг Георг Симперт; Август Георг Симперт; Августа-Мария, съпруга на херцог Луи д’Орлеан                                                        | 1677 – 1707      |
|  | Лудвиг Георг Симперт (* 7юни 1702 в Етлинген; † 22 октомври 1761 в Ращат) син на предходния женен: 1.Мария-Анна, дъщеря на княз Адам-Франц фон Шварценберг; 2.Мария-Йозефа, дъщеря на император Карл VII                                                                                                   | 1707/1727 – 1761 |
|  | Август Георг Симперт (* 14 януари 1706 в Ращат; † 21 октомври 1771 в Ращат) брат на Лудвиг Георг Симперт | 1761 – 1771      |

След смъртта на маркграф Август Георг Симперт през 1771 г., който е бездетен, земите му стават владение на на представителите на клона Баден-Дурлах

### Регенти на Маркграфство Баден-Родемахерн[1]
- 1556 – 1575 – Кристоф II (26.2.1537 – 2.8.1575), син на Бернхард III. Женен за Цецилия, дъщеря на шведския крал Густав I Ваза
- 1575 – 1588 – Едуард Фортунат (17.9.1565 – 18.6.1600), син на предходния, от 1588 г. маркграф на Баден-Баден. Женен за Мария, дъщеря на губернатора на Бреда Идокус ван Айкен. Деца: Вилхелм (маркграф на Баден-Баден); Херман Фортунат
- 1588 – 1620 – Филип III (15.8.1567 – 6.11.1620), 2-ри син на Кристоф II
- 1620 – 1665 – Херман Фортунат (23.1.1595 – 4.1.1665), син на Едуард Фортунат. Деца: Мария Сидония, омъжена за граф Филип-Кристоф фон Хохенцолерн-Хехинген; Мария Елеонора София, омъжена за княз Йохан Франц Дезидератус фон Насау-Зиген
- 1665 – 1666 – Карл Вилхелм Ойген (1627 – 4.11.1666), син на предходния

## Регенти на Маркграфство Баден-Дурлах („Ернестинска линия“)[1]
Линията Баден-Дурлах (до 1565 Баден-Пфорцхайм) приема 1556 протестанството. Резиденция на маркграфовете до 1565 e Пфорцхайм, след това дворец Карлсбург в Дурлах и от 1715 двореца Карлсруе.
|  | Име | Управление                                          |
|  | --- | --------------------------------------------------- |
|  | Ернст (* 7 октомври 1482 в Пфорцхайм; † 6 февруари 1553) син на Кристоф I женен за: 1. Елизабет, дъщеря на княз Фридрих II фон Ансбах; 2. Урсула фон Розенфелс; 3. Анна фон Хоенхайм деца: Анна, омъжена за Карл I фон Хоенцолерн; Амалия, омъжена за Фридрих II фон Льовенщайн; Карл II | 1515 – 1553                                         |
|  | Карл II (* 24 юли 1529; † 23 март 1577 в Дурлах) син на предходния женен за: 1. Кунигунда, дъщеря на ландграф Казимир фон Бранденбург-Кулмбах; 2. Анна, дъщеря на Рупрехт фон Пфалц-Велденц деца: Доротея-Урсула, омъжена за херцог Лудвиг III фон Вюртемберг; Ернст Фридрих; Якоб III фон Баден-Хахберг (1562 – 1590); Георг Фридрих | 1553 – 1577                                         |
|  | Ернст Фридрих (* 17 октомври 1560 в Мюлбург; † 14 април 1604 в Ремхинген) син на предходния женен за: Анна, дъщеря на Едзард II фон Остфризланд | 1584 – 1604                                         |
|  | Георг Фридрих (* 30 януари 1573; † 14 септември 1638 в Страсбург) брат на Ернст Фридрих женен за: 1. Юлиана-Урсула; 2. Агата фон Ербах; 3. Елизабет Страц (морганатичен) деца: Катерина-Урсула, омъжена за принц Ото фон Хесен-Касел; Фридрих V; Анна-Амалия, омъжена за граф Вилхелм Лудвиг фон Насау-Саарбрюкен; Сибила-Магдалена, омъжена за граф Йохан фон Насау-Идщайн-Висбаден                                                                                          | 1604 – 1622                                         |
|  | Фридрих V (* 6 юли 1594; † 8 септември 1659 в Дурлах) син на предходния женен за: 1. Барбара, дъщеря на херцог Фридрих I фон Вюртемберг; 2. Елеонора, дъщеря на княз Албрехт Ото I фон Золмс-Лаубах; 3. Мария-Елизабет, дъщеря на принц Волрад IV фон Валдек; 4. Анна-Мария, дъщеря на Якоб фон Хоенгеролдсек; 5. Елизабет-Елеонора, дъщеря на Кристоф II фон Фюрстенберг деца: Фридрих VI; Карл-Магнус (1621 – 1658); Бернхард-Густав (1631 – 1677), абат на Фулда, кардинал | 1622 – 1659                                         |
|  | Фридрих VI (* 16 ноември 1617 в Дурлах; † 10 януари 1677 или 31 януари 1677 в Дурлах) син на предходния женен за: 1. Кристина-Магдалена, дъщеря на Йохан-Казимир фон Пфалц-Цвайбрюкен; 2. Йохана фон Мюнцесхайм (морганатичен брак) деца: Кристина, омъжена за маркграф Албрехт II фон Ансбах и за херцог Фридрих I фон Саксен-Гота; Фридрих VII Магнус; Карл-Густав (1648 – 1703); Йохана-Елизабет, омъжена за Йохан-Фридрих фон Ансбах                                      | 1659 – 1677                                         |
|  | Фридрих VII Магнус (* 23 септември 1647; † 25 юни 1709 в Дурлах) син на предходния женен за: Августа-Мария, дъщеря на принц Фридрих III фон Холщайн-Готорп деца: Карл III Вилхелм; Катерина, омъжена за принц Йохан Фридрих фон Лайнинген-Дагсбург-Харденбург; Йохана-Елизабет, омъжена за херцог Еберхард Лудвиг фон Вюртемберг; Албертина-Фредерика, омъжена за принц Кристиан Август фон Шлезвиг-Холщайн-Готорп; Карл III Вилхелм; Кристоф (1684 – 1723)                   | 1677 – 1709                                         |
|  | Карл III Вилхелм (* януари 1679 в Дурлах; † 12 май 1738 в Карлсруе) син на предходния женен за: Магдалена-Вилхелмина, дъщеря на херцог Вилхелм-Лудвиг фон Вюртемберг-Монбелиар деца:Фридрих (1703 – 1732) | 1709 – 1738                                         |
|  | Карл Фридрих (* 22 ноември 1728 в Карлсруе; † 10 юни 1811 в Карлсруе)) внук на Карл III Вилхелм женен за: 1. Каролина, дъщеря на ландграф Лудвиг VIII фон Хесен-Дармщат; 2. Луиза-Каролина Гайер (морганатичен брак) деца: Карл Лудвиг (1755 – 1801); Лудвиг I (велик херцог на Баден); Леополд (велик херцог на Баден); Вилхелм (1792 – 1859); Амалия, омъжена за Карл-Егон II фон Фюрстенберг                                                                               | 1738/1746 – 1811, 1803 курфюрст, 1806 велик херцог. |

След смъртта на Август Георг Симперт (1771 г.), маркграф на Баден-Баден, Карл Фридрих получава неговото наследство и обединява всички земи на фамилията Баден. Съюзник на Наполеон I Бонапарт, през 1803 г. той получава титлата „курфюрст“ и част от Пфалц, а през 1806 г. е провъзгласен за велик херцог на Баден. Тази титла е призната през 1815 г. от Виенския конгрес.

## Велики херцози на Баден[1]
- 1738 – 1811 – Карл Фридрих (22.11.1728 – 10.6.1811), маркграф (1738/1746 – 1803), курфюрст (1803 – 1806), велик херцог (1806 – 1811), внук на Карл III Вилхелм
- 1811 – 1818 – Карл Лудвиг Фридрих (8.7.1786 – 8.12.1818), внук на Карл Фридрих. Женен за Стефани-Луиза-Адриана, осиновена дъщеря на Наполеон I. Деца: Луиза, омъжена за княз [[Густав IV Адолф]Густав IV фон Холщайн-Готорп]]; Йозефина – за княз Карл Антон фон Хоенцолерн-Зигмаринген; Мария – за Уилям Алекдзандър, херцог на Хамилтън
- 1818 – 1830 – Лудвиг I (9.2.1763 – 30.3.1830), 2-ри син на Карл Фридрих
- 1830 – 1852 – Леополд (29.8.1790 – 24.4.1852), 3-ти син на Карл Фридрих. Женен за София-Вилхелмина, дъщеря на шведския крал Густав IV Адолф. Деца: Лудвиг II; Фридрих I; Александрина, омъжена за Ернст II фон Сакс-Кобург-Гота
- 1852 – 1856 – Лудвиг II (15.8.1824 – 22.1.1858), син на предходния, управлява под регентството на брат си Фридрих I
- 1856 – 1907 – Фридрих I (9.9.1826 – 28.9.1907), 2-ри син на Леополд. Женен за Луиза, дъщеря на император Вилхелм I. Деца: Фридрих II; Виктория, омъжена за шведския крал Густав V Бернадот
- 1907 – 1918 – Фридрих II (9.7.1857 – 9.8.1928), син на предходния. По време на Ноемврийската революция в Германия абдикира на 22 ноември 1918 г.